# Newcombe-Experiment
Das Newcombe-Experiment ist ein von Howard B. Newcombe durchgeführtes und 1949 publiziertes Experiment, mit dem gezeigt werden kann, dass zufällige Mutationen in Bakterien spontan auftreten, und nicht erst als Reaktion auf veränderte Umweltbedingungen. Damit bestätigte Newcombe das Resultat des bereits um 1943 von Salvador Edward Luria und Max Delbrück veröffentlichten Luria-Delbrück-Experiments, das ebenfalls das Auftreten zufälliger Mutationen belegt, auch in Abwesenheit von Selektionsmechanismen.

## Versuchsbeschreibung
Im Versuch werden Bakterien in einer Petrischale für einige Stunden inkubiert und anschließend mit der Replica-Plate-Methode auf zwei weitere Petrischalen übertragen, die mit Bakteriophagen behandelt sind. Während die erste der beiden Petrischalen direkt inkubiert wird, werden die Bakterien auf der zweiten zunächst mit einem Drigalskispatel verteilt.
Durch zufällige Mutationen sind bereits zu diesem Zeitpunkt einige Bakterien-Zellen resistent gegen die beigefügten Bakteriophagen. Diese einzelnen Zellen können nach dem Verteilen über die gesamte Petrischale neue, resistente Zellkolonien bilden. Es sind daher nach dem Inkubieren auf der zweiten, verteilten Petrischale deutlich mehr überlebende (also resistente) Bakterien zu beobachten als auf der ersten Petrischale.
Newcombe konnte somit nachweisen, dass die Mutationen bereits vorliegen, bevor Selektionsdruck durch die Bakteriophagen anliegt. Die alternative Hypothese, nach der Bakterien erst als Reaktion auf den Angriff der Phagen-Resistenzen entwickeln, ist widerlegt.